# ثورة الفلاحين (مسلسل)
ثورة الفلاحين مسلسل لبناني تاريخي عرض في سبتمبر 2018

## قصة العمل
يتحدث عن حقبة تاريخية ما بين 1858 إلى 1860، تتناول قصص من صلب تاريخ اللبنانيين السياسي والاقتصادي والاجتماعي، وعن أحداث عايشوها، جمعت بينهم حيناً، وفرّقتهم أحياناً.
تدورأحداثه في حقبة الخمسينيات من القرن التاسع عشر، ويروي قصة عائلة «نسر نسر» التي تعيش «إقطاعها» المُسيّج بالحرس والعسكر في ضيعة جميلة من ضيع لبنان، حيث يعيش الفلاحون أيضاً ضمن بيوت صغيرة جهّزتها العائلة لهم في البساتين، ووزّعت عليهم الأعمال والمهمات، للعمل لديها وتحت رحمتها.
أحداثه تُنذر بصراعات خطيرة ستظهَر. صراعات عاطفية، إنسانية، طبقية، واجتماعية، بين العائلة والفلاحين، وحتى بين أبناء العائلة الواحدة. إنّه التمرّد على الظلم والطغيان والعبوديّة، ثورة في وجه الإقطاع الذي يُميّز طبقياً، اجتماعياً، وحتى غراميا.
.

## الممثلون
- إيميه صياح
- ماغي بو غصن
- ورد الخال
- باسم مغنية
- فادي إبراهيم
- كارلوس عازار
- سارة أبي كنعان
- وسام حنا
- تقلا شمعون
- نقولا دانيال
- جناح فاخوري
- وفاء طربيه
- ختام اللحام
- نوال كامل
- سمارة نهرا
- نيكولا مزهر
- ناظم عيسى
- وسام صباغ
- ألكو داوود
- فيفيان أنطونيوس
- مارينال سركيس
- مارون شرفان
- كاميليا بيضون
- كلوديا مرشليان
- رولا حمادة
- نهلا داوود، فرح بيطار، تانيا فخري، بيو شيحان، يمنى بو حنا، ميري أبي جرجس، وسام فارس، رانيا مروة، شريف عيتاوي، سعيد بركات، هند طاهر، مارسيل جبور، غريتا عون، كميل يوسف، أسامة العلي